# Cueva de Hércules
Se denomina cueva de Hércules a unos espacios subterráneos abovedados de época romana situados en la ciudad de Toledo (España), que se localizan fundamentalmente en el número 2 y en el número 3 del callejón de San Ginés, bajo un inmueble que ocupa el solar de la que fue iglesia de San Ginés hasta 1841.

## Historia
Este espacio, que se utilizó en época romana como depósito de abastecimiento hidráulico, se encuentra en la esquina este del patio actual y se realizó en dos fases constructivas en el periodo romano. Está cubierto con bóveda de cañón, realizada en sillarejo. 
Del primitivo depósito, de forma rectangular, construido casi con total seguridad en época altoimperial (probablemente hacia la 2.ª mitad del siglo I) y que presentaba el aspecto de un gran tanque a cielo abierto con un rebosadero en el borde, se conserva la primera mitad del muro, que da al callejón de San Ginés, realizada en opus caementicium y revestido de opus signinum.
La estructura fue profundamente alterada con la construcción de una arcada de tres arcos de sillares, en el lado suroeste, que divide la primitiva nave en dos (de la que se duda si pertenece a la primera o a la segunda fase constructiva) y que actualmente la separa de la otra mitad del depósito, la perteneciente al n.º 2 de la calle de San Ginés.
La segunda mitad del muro nordeste que da a la calle, es la realizada en la segunda fase romana; se construyó un paramento, en opus quadratum de siete hiladas de sillares de variado tamaño, que se adosa al muro lateral nordeste de la estructura hidráulica de la primera fase, y que va a ir aumentando progresivamente su tamaño del noroeste al sureste creando una nueva línea de orientación al muro, que será la que genere la planta trapecial que tendrá la nave. En este espacio, se observan a lo largo de toda la superficie diversas interfacies de ruptura.
En época visigoda es muy probable que existiera una iglesia visigoda. 
En el periodo islámico, se desarrollan construcciones, probablemente una mezquita, en cuyos muros se van a ir empotrando restos de relieves visigodos, esta mezquita seguiría una estructura similar a otras de la ciudad, siendo un pequeño oratorio con planta prácticamente cuadrada, cuatro columnas interiores y nueve bóvedas o cúpulas.
Las primeras referencias a este inmueble como iglesia de San Ginés proceden de 1148. A finales de esta época bajomedieval, o comienzos de la Edad Moderna, se realizan una serie de intervenciones constructivas y reformas en esta iglesia, como la creación de cinco capillas particulares.
El edificio se va deteriorando durante un prolongado periodo de la época moderna. Abandonada y cerrada al público durante el siglo XVIII, la iglesia es demolida en 1841; conservándose de esta parcialmente el muro de la entrada, donde aparecen empotrados varios relieves visigodos, y en el interior restos de la sacristía. El solar fue puesto a la venta y se parceló entre varios vecinos, afectando esta parcelación también a las bóvedas romanas sobre las que se levantan viviendas.

## La leyenda
Según la leyenda, Hércules edificó un palacio encantado cerca de Toledo, construido con jade y mármol, y ocultó en su interior las desgracias que amenazaban a España. Puso un candado en la puerta y ordenó que cada nuevo rey añadiera uno, ya que las amenazas se cumplirían el día en que uno de ellos fuera curioso y entrara. Según la leyenda, don Rodrigo fue ese rey y del palacio solo queda la actual cueva que ocultaría maravillosos tesoros, entre ellos la famosa Mesa de Salomón. 
En los últimos años, buscadores de tesoros investigan por las cuevas y subterráneos de Toledo, dando por hecho que el verdadero tesoro de los reyes visigodos nunca fue encontrado ni abandonó la capital.

### Últimas investigaciones
Pese a que es cierto que fue a esa ubicación a donde descendieron los bragados enviados por el Cardenal Silíceo que más tarde morirían, estudios más rigurosos basados en antiguos escritos no ubican las cuevas de Hércules dentro de Toledo, sino que sitúan allí la entrada (que se encuentra desaparecida), mientras que las cuevas se encontrarían a las afueras de la ciudad.
La tradición popular cuenta que, durante la Guerra Civil, muchas personas huyeron a través de esas cuevas desde Toledo, saliendo a través de una bóveda hundida cerca de la vecina población de Mocejón.
Allí, existen unas enigmáticas cuevas construidas por el hombre y datadas en el 4000 a. C. a las que se accede a través de la bóveda derruida, desde la que se llega a una planta tan grande como la Catedral de Toledo, laberíntica, con salas de reunión, mesas donde se supone han realizado sacrificios, etc. Desde esta planta se pasa a otras salas y a otras galerías que se orientan hacia Toledo, pero que 100 metros más adelante se encuentran cegadas por el paso de los años.
Lamentablemente, las cuevas se encuentran en una finca privada y en un estado de conservación deplorable y peligrosísimo (en todo ese cerro se observan hundimientos y accesos adicionales a galerías cegadas). Esto, especialmente que no se trate de patrimonio nacional, ha impedido realizar una investigación oficial.

## Exposiciones
Se accede a las Cuevas a través de un espacio amplio de estructura de metal y vidrio que alberga el Museo de las Cuevas de Hércules, donde se puede contemplar exposiciones de artistas contemporáneos organizadas por el Consorcio de Toledo.

## Fuente
- Este artículo incluye contenido derivado de una disposición relativa al proceso de protección, incoación o declaración de un bien cultural o natural publicada en el BOE n.º 62 el 13 de marzo de 2007 (texto), el cual está libre de restricciones conocidas en virtud del derecho de autor de conformidad con lo dispuesto en el artículo 13 de la Ley de Propiedad Intelectual española.